# Lúcio Otávio
Lúcio Otávio (português brasileiro) ou Lúcio Octávio (português europeu) (m. 74 a.C.; em latim: Lucius Octavius) foi um político da gente Otávia da República Romana eleito cônsul em 75 a.C. com Caio Aurélio Cota. Provavelmente Lúcio Otávio era primo de Cneu Otávio, o cônsul do ano anterior. Era filho de Cneu Otávio, cônsul em 87 a.C., e neto de Cneu Otávio, cônsul em 128 a.C..

## Carreira
De família rica, Otávio vivia em uma mansão no monte Palatino que seu bisavô, Cneu Otávio, cônsul em 165 a.C., havia mandado construir.
Em 78 a.C., foi eleito pretor e, três anos depois, foi eleito cônsul com Caio Aurélio Cota. Durante os anos finais de seu consulado, tanto Lúcio Otávio quanto seu colega foram atacados pela população ao longo da Via Sacra enquanto estavam em campanha a favor de Quinto Cecílio Metelo Crético para o pretorado. Ambos tiveram que se refugiar na mansão de Otávio. Em 74 a.C., foi nomeado procônsul e assumiu o comando da província romana da Cilícia. Porém, Otávio morreu no início do ano, bem no começo da Terceira Guerra Mitridática, sem conseguir sequer chegar até a província. Foi rapidamente substituído por Lúcio Licínio Crasso.
Segundo Thomas Robert Shannon Broughton, Otávio teria sido o autor da "Formula Octaviana", uma lei que previa a restauração das propriedades e do dinheiro obtido pelas coerção ou com a simples ameaça do uso de violência.